# Breakfast in Bed
Breakfast in Bed è il secondo album solista del chitarrista Mark Baldwin.  

## Tracce
1. Sunrise Surprise - 6:26
2. All Time Like This - 6:08
3. Slow Curve - 4:31
4. Over Easy - 5:18
5. My Love - 5:12
6. Cafe et Croissant - 5:01
7. Spoons - 5:52
8. Love of a Lifetime - 5.55